# Longa Marcha 2F

Desenho de um modelo 2F.

Longa Marcha 2F (长征二号F火箭, Changzheng 2F), é um foguete propulsor da China, projetado para voos tripulados. Ele é uma versão de dois estágios do foguete Longa Marcha 2E, que por sua vez era baseado no Longa Marcha 2C.

## Características
O Longa Marcha 2F é um lançador orbital chinês de duas etapas e quatro aceleradores projetado para colocar cápsulas Shenzhou tripuladas ou automáticas e estações espaciais Tiangong em órbita terrestre baixa. O Longa Marcha 2F é basicamente um Longa Marcha 2E com uma aparência externa quase idêntica mas com modificações destinadas a redundar os diferentes sistemas do foguete e fortalecer a estrutura da etapa superior para trabalhar com a maior carga que representam as cápsulas com as suas torres de escape e as estações espaciais. O foguete é capaz de colocar 8400 kg em órbita baixa. A versão usada para orbitar estações espaciais são chamadas de Longa Marcha 2F/G.

## Histórico de lançamentos
| Voo | Data                   | Plataforma de lançamento                           | Carga       | Resultado | Notas                                                 |
| --- | ---------------------- | -------------------------------------------------- | ----------- | --------- | ----------------------------------------------------- |
| 1   | 20 de novembro de 1999 | Centro de Lançamento de Satélite de Jiuquan, SLS-1 | Shenzhou 1  | Êxito     | Primeiro voo.                                         |
| 2   | 9 de janeiro de 2001   | Centro de Lançamento de Satélite de Jiuquan, SLS-1 | Shenzhou 2  | Êxito     |                                                       |
| 3   | 25 de março de 2002    | Centro de Lançamento de Satélite de Jiuquan, SLS-1 | Shenzhou 3  | Êxito     |                                                       |
| 4   | 29 de dezembro de 2002 | Centro de Lançamento de Satélite de Jiuquan, SLS-1 | Shenzhou 4  | Êxito     |                                                       |
| 5   | 15 de outubro de 2003  | Centro de Lançamento de Satélite de Jiuquan, SLS-1 | Shenzhou 5  | Êxito     | Primeira missão tripulada do programa espacial chinês |
| 6   | 12 de outubro de 2005  | Centro de Lançamento de Satélite de Jiuquan, SLS-1 | Shenzhou 6  | Êxito     |                                                       |
| 7   | 25 de setembro de 2008 | Centro de Lançamento de Satélite de Jiuquan, SLS-1 | Shenzhou 7  | Êxito     |                                                       |
| 8   | 29 de setembro de 2011 | Centro de Lançamento de Satélite de Jiuquan, SLS-1 | Tiangong 1  | Êxito     | Versão Longa Marcha 2F/G                              |
| 9   | 31 de outubro de 2011  | Centro de Lançamento de Satélite de Jiuquan, SLS-1 | Shenzhou 8  | Êxito     | Versão Longa Marcha 2F/G                              |
| 10  | 16 de junho de 2012    | Centro de Lançamento de Satélite de Jiuquan, SLS-1 | Shenzhou 9  | Êxito     | Versão Longa Marcha 2F/G                              |
| 11  | 11 de junho de 2013    | Centro de Lançamento de Satélite de Jiuquan, SLS-1 | Shenzhou 10 | Êxito     | Versão Longa Marcha 2F/G                              |